# آبشار هاگی
آبشار هاگی (به انگلیسی: Hagi Falls) آبشاری است که در گیفو، استان گیفو، ژاپن واقع شده و ارتفاع کلی ریزشگاه آن ۱۰ متر (۳۳ فوت) است.